# ماریان شوید
ماریان شوید (اوکراینی: Мар’ян Васильович Швед؛ زادهٔ ۱۶ ژوئیهٔ ۱۹۹۷) بازیکن فوتبال اهل اوکراین است.
از باشگاه‌هایی که در آن بازی کرده‌است می‌توان به باشگاه فوتبال سویا و باشگاه فوتبال کارپاتی لویو اشاره کرد.
وی همچنین در تیم‌های ملی فوتبال Ukraine national under-16 football team, Ukraine national under-19 football team، زیر ۲۱ سال اوکراین، و اوکراین بازی کرده‌است.